# 티모시 챈들러
티모시 챈들러(Timothy Chandler, 1990년 3월 29일, 헤센주 프랑크푸르트 암 마인 ~)는 독일 태생의 미국인 축구 선수로, 현재 분데스리가의 아인트라흐트 프랑크푸르트에서 라이트 백으로 활약하고 있다.

## 유년 시절
챈들러는 뉴욕 시 출신의 아프리카계 미국인 아버지로 독일에서 군생활을 하던 아버지와 독일인 어머니 사이에서 프랑크푸르트 암 마인에 출생하였다. 그의 부모님은 출생 이후 갈라졌다. 그는 이후 독일에 어머니와 살아왔다.

## 클럽 경력

### 뉘른베르크
챈들러는 슈포어트프로인데 오버라우에서 축구를 시작하였고, 아인트라흐트 프랑크푸르트를 거쳐 2010년 여름에 뉘른베르크로 이적하였다. 2011년 1월 15일, 그는 묀헨글라트바흐전에서 뉘른베르크 1군으로 첫 경기를 치르었다. 2011년 2월12일, 그는 슈투트가르트 전에서 프로 무대 1호골을 득점하였다.
2011년 7월 30일, 챈들러는 2011-12 시즌 첫 경기에서 마쿠스 포일너의 동점골을 도왔으며, 결국 아르미니아 빌레펠트와의 DFB-포칼 경기에서 5-1로 승리하였다. 챈들러는 1주 후인 8월 6일에 헤르타 BSC에게 0-1로 석패한 경기에서 첫 분데스리가 경기를 뛰었고, 90분동안 필드 위에 있었다. 11월 26일, 카이저슬라우테른전에서 그는 페널티 에어리어 밖에서의 슈팅으로 이 시즌의 처음이자 마지막 득점을 성공시켰고, 이 경기에서 1-0으로 이긴 뉘른베르크는 8경기만에 처음으로 승리를 따냈다. 2주 후인 12월 10일, 주심은 챈들러가 세야드 살리호비치에게 매우 거친 태클을 범했다고 판단하였고, 그는 퇴장을 당하였다. 뉘른베르크는 10명으로 수적 열세를 극복하지 못하고 베다드 이비셰비치에게 2골을 실점하며 0-2로 패하였다. 챈들러와 상황은 이틀 후 그로이터 퓌르트전에서 결승골을 실점하는데 결정적인 요인을 제공하였고, DFB-포칼 3라운드에서 패한 뉘른베르크는 대회에서 탈락하면서 상황이 악화되었다.
2012년 4월 11일, 샬케 04를 4-1로 이긴 경기에서, 챈들러는 시즌 2호 어시스트를 다니엘 디다비에게 건냈고, 그는 골로 스코어를 3-0으로 만들었다. 챈들러는 4월 28일, 호펜하임과의 리그 최종전에서 시즌 30번째 출전이자 29번째 선발 출전을 하였고, 3-2로 이기는데 일조하여 앞서 시즌 전반기에 당한 퇴장과 패배에 대해 설욕하였다. 뉘른베르크는 이 시즌의 분데스리가를 10위라는 양호한 성적을 거두었고, 챈들러는 슈투트가르트를 포함한 다수의 클럽들로부터 제의를 받았다. 그러나 챈들러는 타 독일 클럽들의 제의를 거절하고 뉘른베르크와 2015년 7월까지 재계약하였다.
챈들러가 2012-13 시즌에 첫 출전한 경기는 2012년 8월 19일, 하펠제와의 DFB-포칼 1라운드 경기로, 팀은 2-3의 굴욕적인 패배를 맛보았다. 그가 득점한 딱 한골이 9월 26일 하노버 96과의 경기에서 터졌는데, 만회골이었으며, 팀은 1-4로 패하였다. 챈들러는 또다시 30번의 분데스리가 경기에 출전하였고, 이 중 29경기를 선발로 나왔으며, 뉘른베르크는 승점 44점으로 리그 10위를 차지하였다.

### 아인트라흐트 프랑크푸르트
뉘른베르크가 2013-14 시즌 후 강등되자, 챈들러는 2014년 6월 3일에 친정팀인 아인트라흐트 프랑크푸르트와 3년 계약을 체결하였다.

## 국가대표팀 경력
2011년 3월 16일, 챈들러는 파라과이와 아르헨티나와의 친선경기에 참가할 미국의 24인 명단에 포함될 것임이 발표되었다. 챈들러는 2011년 3월 26일, 1-1로 비긴 아르헨티나전에서 후반전 45분을 출전하며 미국 국가대표로 데뷔하였다. 2012년 5월 16일, 티모시 챈들러는 위르겐 클린스만 미국 국가대표팀 감독이 2014년 FIFA 월드컵 예선전을 앞두고 가질 훈련 캠프에 참가할 제의를 거절하였다. 클린스만은 티모시가 국제적 정체성을 찾고 미국 국가대표 활동에 잠시 휴식을 취할 필요를 느꼈다고 밝혔다. 그러나, 챈들러는 컨디션을 "1,000퍼센트 상태이다."라고 표의하며 러시아와의 친선전을 앞둔 미국 국가대표팀 차출에 동의하였다. 2013년 2월 4일, 위르겐 클린스만은 2013년 2월 6일에 가질 온두라스전을 앞두고 미국의 24인 명단에 포함되었다. 그의 2013년 2월 6일 온두라스전 선발 출전으로 챈들러는 FIFA 규정에 따라 향후 국제대회에서 미국과 "출전국 결정" 상태가 되었다. 온두라스전을 기점으로, 챈들러는 미국 국가대표로 출전하지 못하였다. 언론과 팬들은 그가 부상으로 수 차례의 차출을 거절하며, 2013년 CONCACAF 골드컵 이후나 2013년 9월 FIFA 월드컵 예선전을 이후로 위르겐 클린스만 감독의 부름을 받지 않게 되면서 미국 국가대표에 대한 헌신성에 대한 의문이 제기되었다.
미국 국가대표에서 15달간 제외된 이후, 챈들러는 클린스만에 의해 2014년 FIFA 월드컵에 참가할 30인 명단에 다시 불렸다. 그는 이후 2014년 5월 22일에 브라질의 본선에 참가할 23인 최종 엔트리에 선정되었다.

## 경력 통계
2014년 5월 3일 기준
| 클럽       | 시즌      | 리그 | 리그 | 컵   | 컵 | 유럽 | 유럽 | 합계 | 합계 |
| 클럽       | 시즌      | 출장 | 골   | 출장 | 골 | 출장 | 골   | 출장 | 골   |
| ---------- | --------- | ---- | ---- | ---- | -- | ---- | ---- | ---- | ---- |
| 뉘른베르크 | 2010–11   | 14   | 1    | 2    | 0  | -    | -    | 16   | 1    |
| 뉘른베르크 | 2011–12   | 30   | 1    | 3    | 0  | -    | -    | 33   | 1    |
| 뉘른베르크 | 2012–13   | 30   | 1    | 1    | 0  | -    | -    | 31   | 1    |
| 뉘른베르크 | 2013–14   | 21   | 1    | 1    | 0  | -    | -    | 22   | 1    |
| 경력 합계  | 경력 합계 | 95   | 4    | 7    | 0  | 0    | 0    | 102  | 4    |